# オオアジサシ
オオアジサシ（大鯵刺、Thalasseus bergii）は、チドリ目カモメ科オオアジサシ属に分類される鳥類。

## 分布
インド洋、西太平洋
夏季にアフリカ大陸南西部、ユーラシア大陸南部、オーストラリア、フィリピンなどで繁殖する。日本では亜種オオアジサシが夏季に小笠原諸島や琉球列島に飛来し西之島と尖閣諸島北小島で繁殖（夏鳥）で繁殖する。

## 形態
全長43-48cm。翼開張100-130cm。体重0.3-0.4kg。尾羽には浅い切れこみが入る。額から頬、頸部、胴体下面は胴体下面は白、背中は暗灰色の羽毛で被われる。尾羽の色彩は暗灰色。後頭はやや伸長（冠羽）した黒い羽毛で被われ、英名（crested=冠のある）の由来になっている。翼上面は暗灰色で、下面は白い。初列風切下面の先端は黒い。
嘴の色彩は黄緑色や黄色。後肢の色彩は黒い。
卵は淡黄色や淡青色の殻で覆われ、褐色や紫褐色、黒褐色などの斑点や斑紋が入る。幼鳥は後肢の色彩が黄色い個体もいる。
夏季は頭頂が黒い（夏羽）体毛で被われる。冬季は頭頂が白い羽毛（冬羽）で被われ黒い斑紋が入る。

## 分類
本種は以前はアジサシ属（Sterna）とされていたが、ミトコンドリアDNA研究によりオオアジサシ属（Thalasseus）に分類されることになった。2024年時点で主要なチェックリストはすべてThalasseus としている。
4亜種に分かれるとされる。(BirdLife International では5亜種）
- Sterna bergii bergii
- Sterna bergii cristatus　　オオアジサシ - など

## 生態
海洋に生息する。
食性は動物食で、魚類、軟体動物を食べる。飛翔しながら水面下の獲物を探し、獲物を発見すると停空飛翔して狙いを定め水面へ急降下して捕らえる。
繁殖形態は卵生。集団繁殖地（コロニー）を形成する。沿岸部の岩礁や砂浜などに、日本では5-6月に1回に1個の卵を巣を作らずに直接産む。雌雄交代で抱卵し、抱卵期間は25-30日。雛は孵化してから2日で孵化した場所を離れ、38-40日で飛翔できるようになる。生後2年で性成熟する。

## 人間との関係
狩猟などにより生息数は減少している。日本では繁殖地が限定的で中之島においては火山の噴火や高波などによる環境の変化が懸念されている。以前は徳之島や南大東島でも繁殖していたが近年は繁殖例がない。
亜種オオアジサシ　S. b. cristatus
絶滅危惧II類 (VU)（環境省レッドリスト）

## 画像

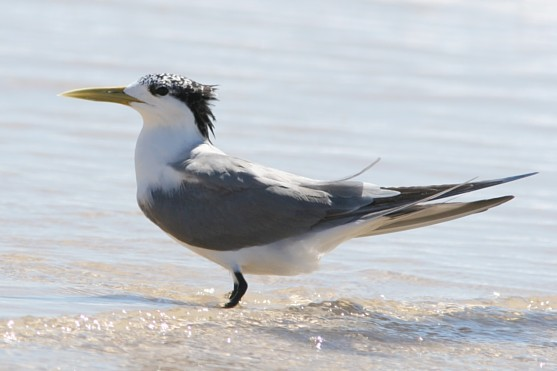
冬羽
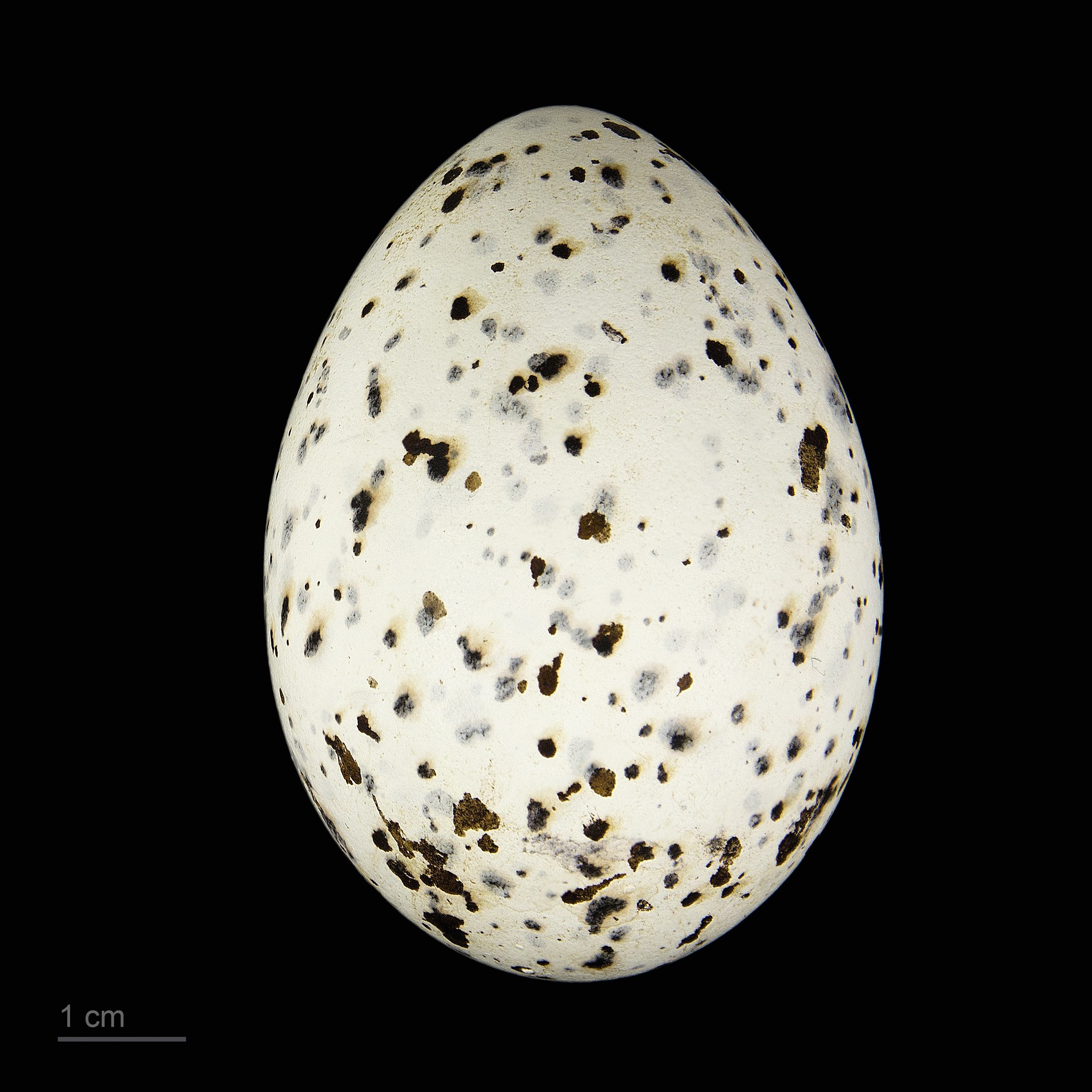
Museum specimen